# Čovići
Čovići is een plaats in de gemeente Otočac in de Kroatische provincie Lika-Senj. De plaats telt 701 inwoners (2001).